# Trachelipus aegaeus
Trachelipus aegaeus är en kräftdjursart som först beskrevs av Karl Wilhelm Verhoeff 1907B.  Trachelipus aegaeus ingår i släktet Trachelipus och familjen Trachelipodidae. Inga underarter finns listade i Catalogue of Life.